# Neutronenbron
Een neutronenbron is een preparaat of apparaat dat neutronen uitzendt.
Neutronenbronnen kunnen een radioactief materiaal bevatten dat spontaan neutronen uitzendt, of gebruikmaken van een materiaal dat ingevangen straling uit een andere stralingsbron 'omzet' in neutronen.
Een voorbeeld van het eerste is een californium-252-bron: Cf-252 splijt spontaan en geeft daarbij neutronen af. Een voorbeeld van het tweede soort bron is een combinatie van plutonium-239 en beryllium. Pu-239 vervalt onder uitzending van alfadeeltjes. Die worden deels door het beryllium ingevangen, waarbij een kernreactie volgt en een neutron wordt uitgestoten.
Daarnaast zijn er nog zogeheten neutronengeneratoren, die grotere hoeveelheden neutronen produceren met behulp van deeltjesversnellers. Hierbij wordt een bundel protonen of andere kleine atoomkernen geproduceerd, die wordt gericht op een doelwit ('target') van een geschikt materiaal. In dat materiaal vinden vervolgens kernreacties plaats waarbij neutronen vrijkomen. Een veelvoorkomend voorbeeld zijn spallatiegeneratoren, waarbij een bundel protonen wordt afgeschoten op een target van zware kernen, bijvoorbeeld van wolfraam, lood of kwik.
Een van de sterkste gecontroleerde 'neutronenbronnen' is een kernreactor. Veel onderzoeksreactoren zijn speciaal voor dit doel gebouwd, zoals de Hogefluxreactor in Petten.

## Toepassingen
- Om een kernreactor voor de eerste maal te starten wordt van een neutronenbron gebruikgemaakt.
- Krachtigere neutronenbronnen (neutronengeneratoren en kernreactoren) worden onder meer gebruikt voor materiaalonderzoek, bijvoorbeeld small-angle neutron scattering.
- De uit een kernreactor vrijkomende neutronen worden ook gebruikt voor de productie van radionucliden voor medisch en industrieel gebruik.